# Sebot
Sebot is een bestuurslaag in het regentschap Timor Tengah Selatan van de provincie Oost-Nusa Tenggara, Indonesië. Sebot telt 1356 inwoners (volkstelling 2010).